# Punta Jaraquemada
Punta Jaraquemada (in Argentinien Cabo María Josefa) ist eine Landspitze an der Fallières-Küste des Grahamlands auf der Antarktischen Halbinsel. Sie liegt zwischen Mount Guernsey und dem Kap Jeremy am Ufer der West Bay.
Chilenische Wissenschaftler benannten sie nach Juan de la Jaraquemada (≈1560–≈1612), einem der spanischen Gouverneure Chiles. Der Hintergrund der argentinischen Benennung ist nicht überliefert.